# Orchis roborowskii
Orchis roborowskii là một loài thực vật có hoa trong họ Lan. Loài này được Maxim. mô tả khoa học đầu tiên năm 1887.